# Anathema
Ban nhạc Anathema là một ban nhạc của Anh, ở Liverpool, cùng với Paradise Lost và My Dying Bride, đã giúp phát triển dòng nhạc death/doom, một nhánh phụ của doom metal. Tuy vậy, kể từ album Eternity của họ được khởi đầu từ doom và metal, và được đánh dấu là bước chuyển giao sang atmospheric rock. Anathema có nghĩa là " Lời nguyền rủa"

## Quá trình hoạt động
Anathema được thành lập vào năm 1990 là một band chơi doom metal, ban đầu dưới cái tên là Pagan Angel. Vào tháng 11 cùng năm đó, ban nhạc đã thu âm bản demo đầu tiên có tên là An Iliad of Woes. Bản demo này đã gây sự chú ý của một vài band nhạc trong làng metal Anh Quốc, họ được mời chơi vài buổi buổi diễn với những band như Bolt Thrower và Paradise Lost.
Vào đầu năm 1991, ban nhạc đã chọn được tên chính thức và gây được nhiều sự chú ý bằng việc phát hành bản demo thứ hai tên All Faith Is Lost, kết quả là 4 album với hãng Peaceville Records. Xuất phẩm đầu tiên của họ dưới nhãn hiệu Peaceville Record là EP The Crestfallen vào tháng 11 năm 1992. Họ đã chọn chất liệu cho album đó trong tour diễn với Cannibal Corpse
Serenades, sự xuất hiện của Anathema, đã thu hút được rất nhiều sự chú ý của dư luận, đồng thời xúc tiến việc phát video clip "Sweet Tears" trên MTV.
Tour diễn đầu tiên tại châu Âu của Anathema vào năm 1994, và ngay sau đó là những buổi biểu diễn tại Independent Rock Festival ở Brazil
Vào tháng 5 năm 1995, ca sĩ chính Darren White tách khỏi nhóm, thành lập The Blood Divine. Thay vì tuyển một ca sĩ mới, ban nhạc quyết định đưa tay guitar Vicent Cavanagh thay cho vai trò của White.
Bản phát hành Eternity ra mắt năm 1996, phong cách theo hơi hướng atmospheric nhiều hơn, và bắt đầu chuyển sang giọng trong, phong cách này được định hình rõ trong album Judgement sau này. 1 tour diễn ở châu Âu theo sau việc phát hành album
Anathema có buổi biểu diễn tại Istanbul Cemil Topuzlu Harbiye Amphitheatre vào năm 2005.
Thành viên thứ hai rời nhóm là tay trống John Douglas, rời ban nhạc mùa hè năm 1997. Anh ta được thay thế bởi Shaun Taylor-Steels, thành viên cũ của Solstice, người từng chơi trống cho My Dying Bride sau này.
Alternative 4 được phát hành năm 1998. Suốt khoảng thời gian này band phải trải qua nhiều thay đổi về đội hình. Tay bass Ducan Patterson rời nhóm vì sự khác biệt về phong cách âm nhạc và được thay thế bởi Dave Pybus của Dreambreed, nơi mà Ducan đã chơi bass một thời gian ngắn. Martin Powell (người từng chơi keyboard và violon cho My Dying Bride trước đây) cũng tham gia vào band. Cuối cùng John Douglas trở lại chơi trống cho band.
Vào tháng 6 năm 1999, album Judgement được ra mắt, đánh dấu sự thay đổi từ thể loại doom metal sang những bài hát chậm và mang tính thử nghiệm hơn.Phong cách mới này được ví như các nghệ sĩ như Pink Floyd, Jeff Buckley và một phần nhỏ của Radiohead. Tuy nhiên, bản chất của band thì vẫn giữ nguyên. Các ca khúc của họ vẫn tiếp tục biểu lộ cảm xúc của sự buồn chán, và hơn thế nữa là sự tuyệt vọng.
Cũng suốt năm đó Martin Powell chuyển sang chơi keyboard cho Cradle of Filth thay thế cho Les Smith, người đã trở thành thành viên thiết yếu của Anathema.
Khoảng một thời gian ngắn trước ngày phát hành album A Fine Day to Exit, Dave Pybus thông báo chia tay ban nhạc để đến Cradle of Filth một cách thật trớ trêu. Anh được thay thế bởi tay bass George Roberts, và sau đó là Jamie Cavanagh.
Tháng 3 năm 2002, Daniel Cavanagh rời band và tham gia vào band của Ducan Patterson - Antimatter. Tuy vậy sau đó anh ta lại tái nhập Anathema vào năm 2003 để thực hiện album A Natural Disaster, và bắt đầu tua diễn toàn châu Âu. Việc này thúc đẩy sự thay đổi về phong thái của Anathema, hướng về atmospheric và progressive nhiều hơn, được thể hiện trong các ca khúc "Flying" và "Violence".
Trong lúc đóng cửa hãng thu âm Music for Nations sau khi nó được mua lại bởi Sony BMG, Anathema đã không tìm được 1 thương hiệu thu âm nào cho mình dù vừa kết thúc 1 show tầm cỡ trong nước Anh với HIM, 1 rock band nổi tiếng đến từ Phần Lan vào tháng 4 năm 2006. Trong suốt quá trình tìm kiếm 1 nhãn hiệu thu âm mới, ban nhạc đã chọn việc tự phát hành album cho mình. Dùng internet để phát hành những bài hát qua website của mình. Từ đó những người hâm mộ có thể trả tiền cho sự lựa chọn của chính họ. Bất chấp việc thiếu thương hiệu tài trợ cho tour diễn. Ban nhạc vẫn tiếp tục tour diễn qua các nước châu Âu trong khi đó tay guitar Danny Cavanagh cũng đang chơi cho 1 buổi hòa nhạc.
Album mới nhất của band có tên Everything. Ngày phát hành được dời lại vài lần, gây ra nhiều tranh cãi và suy đoán giữa các fan hâm mộ. Vào tháng 8 năm 2007 Danny Cavanagh phản hồi bằng việc đăng 1 blog trên trang MySpace, thông báo rằng những chất liệu mới của ban nhạc sẽ được chơi trong tour diễn toàn châu Âu trước khi nó được thu âm và album mới, theo thăm dò có tên Paradigm Shift, có thể gồm khoảng 14 bài chia thành 2 đĩa CD. Suốt buổi biểu diễn tại Luân Đôn anh ta nói rằng Steven Wilson của Porcupine Tree có thể sẽ phát hành album mới. Vào tháng 5, album mới được thông báo, tên album được đổi thành Horizons. Họ đang chơi cùng với Paradise Lost và My Dying Pride vào ngày 19 tháng 9 năm 2008 tại London Forum. Sau đó họ sẽ diễn một tour vòng quanh các quận ở Anh bắt đầu từ Manchester vào ngày 4/11/2008 và tiếp tục chơi tại Islington Academy, London ngày 7/11

## Thành viên
- Vincent Cavanagh - Vocals, Rhythm Guitar (1990-nay)
- Daniel Cavanagh - Lead Guitar (1990-2002, 2003-nay) (Lid, Antimatter, Leafblade)
- Jamie Cavanagh - Bass (1990-1991, 2001-nay)
- Les Smith - Keyboards (2000-nay) (ex-Cradle Of Filth, Antimatter, Ship of Fools)
- John Douglas - Drums (1990-1997, 1998-nay)
- Lee Douglas - Vocals (2000-nay)

Các cựu thành viên:
- Darren White - Vocals (1990-1995) (ex-Cradle of Filth, The Blood Divine, Dead Men Dream, Serotonal)
- Duncan Patterson - Bass, keyboards (1991-1998) (ex-Antimatter, Dreambreed, Íon)
- Shaun Taylor-Steels - Drums (1997-1998) (ex-Solstice (UK), ex-My Dying Bride)
- Martin Powell - Keyboards, violin (1998-2000) (ex-My Dying Bride, ex-Cradle of Filth, ex-Cryptal Darkness)
- Dave Pybus - Bass (1998-2001) (Dreambreed, Angtoria, Cradle of Filth, Darkened (UK))

## Các ấn phẩm nhạc
Album chính thức đã được phát hành:
- Serenades (1993)
- The Silent Enigma (1995)
- Eternity (1996)
- Alternative 4 (1998)
- Judgement (1999)
- A Fine Day to Exit (2001)
- A Natural Disaster (2003)
- We're Here Because We're Here (2010)
- Weather Systems (2012)
- Distant Satellites (2014)
- The Optimist (2017)

Đơn:
- "They Die" (1992)
- "We Are the Bible" (1994)
- "Deep" (1999)
- "Make It Right" (1999)
- "Pressure" (2001)
- "Everything" (2006)
- "A Simple Mistake" (2006)
- "Angels Walk Among Us" (2007)

Compilations
- Resonance (2001)
- Resonance 2 (2002)

Hindsight (2008) 
Videography
Promo video
- Sweet Tears (1993, from album Serenades)
- Mine Is Yours (1994, from album Pentecost III)
- The Silent Enigma (1995, from album The Silent Enigma)
- Hope (1996, from album Eternity)
- Pressure (2001, from album A Fine Day to Exit)

Official live
- A Vision Of A Dying Embrace (74 min, VHS in 1997 and DVD in 2002, Peaceville)
- Were You There? (DVD, 2004, Music for Nations)
- A Moment in Time (DVD, 2006)

Bootlegs
- Live in London, U.K. (35 min., Bootleg, 07.11.1992)
- Live In Istanbul/TURKEY
- Live in Geneve (50 min, Bootleg, 23.01.1994)
- Live in Czech (60 min, Bootleg, 13.11.1994)
- Live in Białystok, Poland (30 min, Bootleg, February,1994)